# Ilperveld

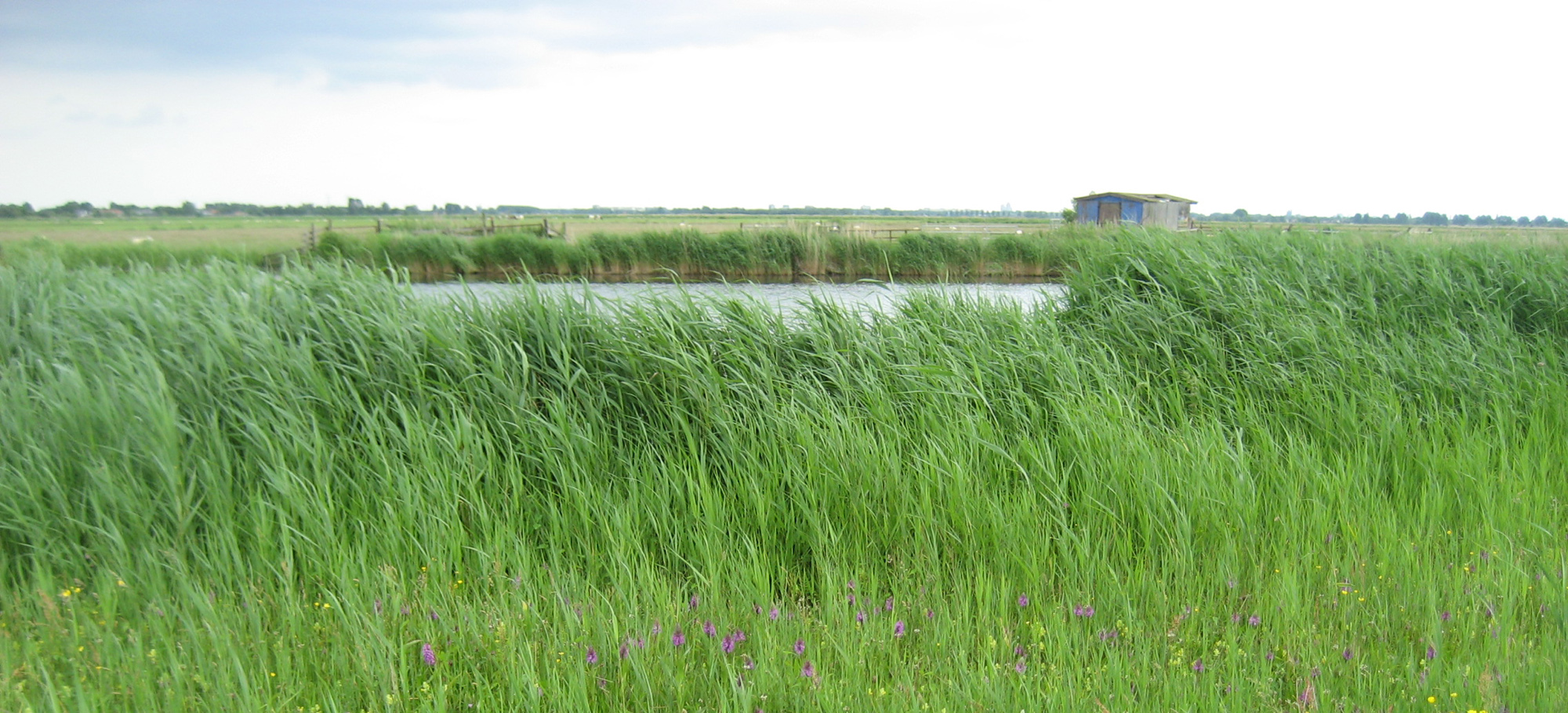
Ilperveld

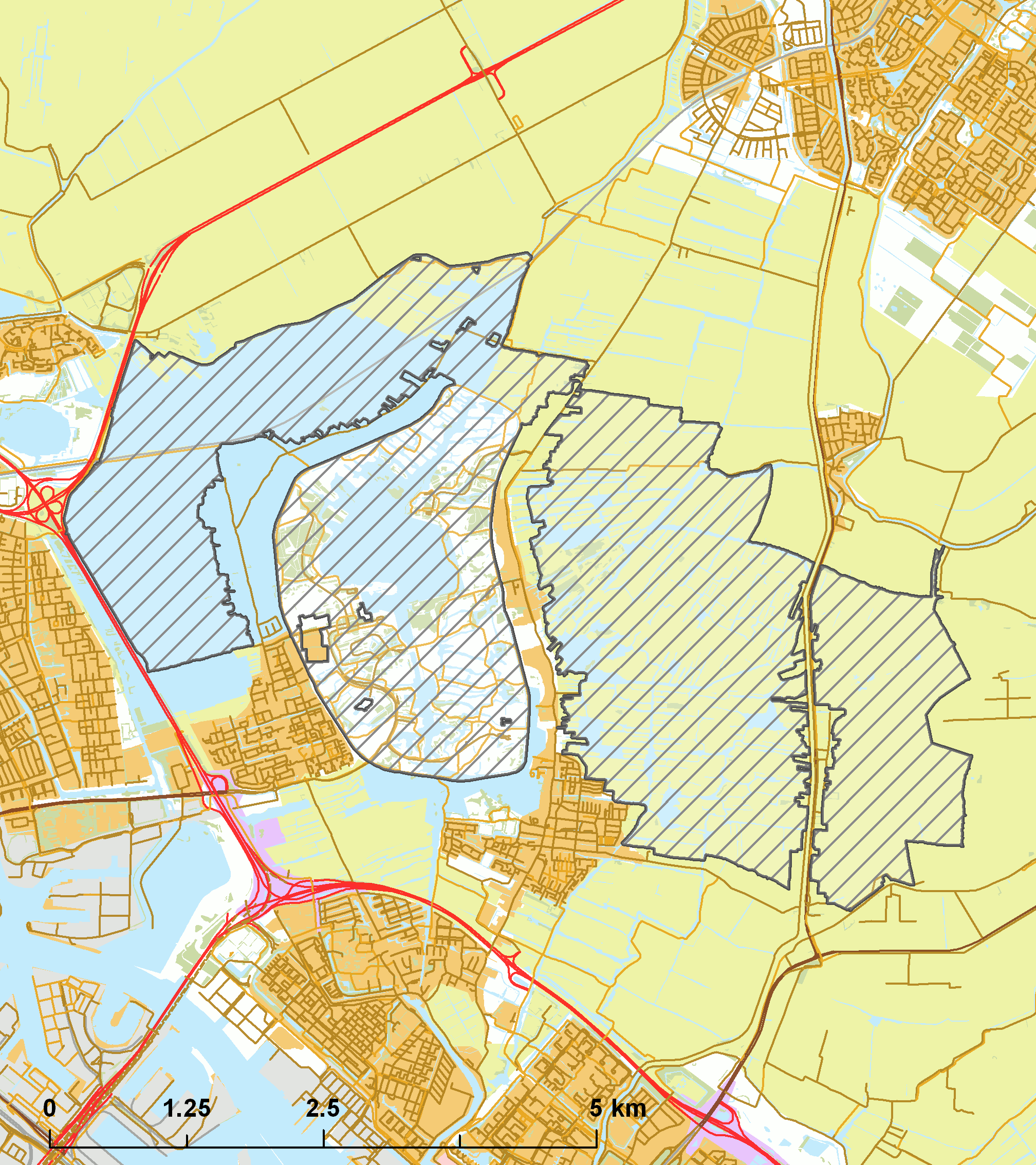
Het Ilperveld (midden)

Het Ilperveld is een natuurgebied in de gemeente Landsmeer dat eigendom is van de stichting Landschap Noord-Holland. Het strekt zich uit tussen de dorpen Landsmeer en Den Ilp en het Noordhollandsch Kanaal bij Ilpendam en Watergang.

## Brak
Het is een veenweidegebied, opgebouwd uit enkele meters dik drassig veen, waarop voornamelijk gras, riet en veenmos groeit en her en der moerasbos. Ook zijn er stukken waar de grond zeer arm is, hier doet Zonnedauw het goed op. Het veen werd korte tijd geëxploiteerd, vandaar de vele gangen en sloten waarvan sommige verland zijn; het bleek echter weinig rendabel vanwege het vele zout, afkomstig van overstromingen van de toenmalige Zuiderzee. Dit is ook de reden dat de flora nog veel brakwatersoorten bevat. Er komen veel bedreigde planten en vogels voor, bijvoorbeeld groot nimfkruid, waternavel en diverse veenmossen; weidevogels als grutto en scholekster; moerasvogels als karekiet, rietzanger en roerdomp, en watervogels als de smient. Ook de Noordse woelmuis komt voor; dit is een van de zwaarst beschermde diersoorten van het Ilperveld. Verder talrijke vissoorten als de bittervoorn, snoek en paling.
Het waterrijke gebied is toegankelijk voor op rust en natuur gerichte recreatie, bijvoorbeeld roeien, kanoën, schaatsen of sportvisserij. Sinds 1998 is er een bezoekerscentrum bij Landsmeer en worden er excursies gehouden.

## Beheer
Het gebied kent een aantal grote knelpunten. Het belangrijkste knelpunt is de slechte waterkwaliteit waardoor de natuurwaarden sterk onder druk staan. Daarnaast zijn er in het gebied meerdere slecht afgewerkte vuilstortplaatsen en bevinden zich in de waterlopen grote hoeveelheden baggerspecie. In het project Ilperveld Integraal werken verschillende partijen samen om deze knelpunten aan te pakken en het gebied te ontwikkelen. Het gebied is sinds enige jaren ook Europees beschermd in het kader van Natura 2000; ongeveer een derde van het geld komt van de zogenoemde LIFE-Natuur regeling.
De doorstroming van water is inmiddels sterk aan het verbeteren. Verder wordt veel opschot (moerasbos) gekapt, deels om het open karakter van het landschap te bewaren, deels ook om de toevloed van roofvogels (vooral buizerds) te beperken tot enkele plaatsen. De landjes worden bevolkt door vleeskoeien omdat het houden van melkvee in dit moeilijk toegankelijke waterrijke gebied veel te bewerkelijk is. De bemesting vindt plaats met ruige mest uit een zogenaamde potstal, die door een boer particulier wordt beheerd. Dit levert  een kruidenrijke graszode op. Er worden ook geiten en schapen ter begrazing ingezet, maar een proef met Schotse Soay-schapen is grotendeels mislukt.
Veel van het werk gebeurt door de (vijf) medewerkers en door tientallen vrijwilligers. Ook wordt veel werk verricht bij  bedrijfsuitjes en vrijwilligersdagen.